# Яушев Іларіон Максимович
Іларіон Аушев (нар. 29 січня 1902 – 31 травня 1961) – радянський і перший професійний співак Мордовії, Заслужений артист Мордовської АРСР (1936), Народний артист Мордовської АРСР (1945).

## Біографічні відомості
Народився в селі Лобаскі Лукоянівського повіту (зараз Ічалківського району) Мордовії.
Разом із матір'ю співав ерзянські голосіння, потім майстерність вокального виконання освоював у церковному хорі. Завдяки природній неординарності та своїй працьовитості бідняцький син закінчив музичне училище в Нижньому Новгороді.
1935 року – випускник  Московської  державної консерваторії імені П. І. Чайковського.
1936 року – закінчив оперну студію Большого театру. Навчався у проф.  М. Сперанського, В. Петрової-Званцевої,  С. Друзякіної. Перший мордовський співак, який отримав професійну музичну освіту.
1937 – 1948 рр.  - соліст Мордовського державного театру опери й балету.
1941 – 1945 рр.  - учасник фронтових бригад.
1948 – 1958 рр. – соліст  Московської філармонії.
1958 – 1961 рр. -  соліст Мордовської державної філармонії.

## Творча діяльність
Іларіон Максимович володів сильним голосом красивого тембру (баритональний бас) великого діапазону. Виконання відрізнялось оригінальністю трактовок, психологічною глибиною у створенні образу. Виступав як концертний співак.
Репертуар – близько 25 оперних партій із творів світової опереточної класики: Франц Легар, Імре Кальман, Йоганн Штраус (син), К. Міллекер, оперети радянських композиторів – Бориса Олександрова, Василя Соловйова-Сєдого, Костянтина Листова, Вано Мураделі,  Андрія Ешпая.
Виконував оперні партії, романси, народні пісні мордовською, ерзянською,  мокшанською, українською, російською, татарською, башкирською, чуваською, марійською мовами.

## Театральні напрацювання
- Князь Галицький («Князь Ігор (опера)»  О. Бородіна)
- Іван Сусанін («Іван Сусанін»  М. Глінки)
- Пімен, Варлаам («Борис Годунов (опера)»  М. Мусоргського)
- Мельник («Русалка»  О. Даргомижського)
- Мефістофель («Фауст (опера)»  Ш. Гуно)
- Пумраз («Несмеян і Ламзурь» Л. Кирюкова)
- Алеко («Алеко» опера  С. Рахманінова)
- Дон Базиліо («Севільський цирульник»  Дж. Россіні)
- Гремін, Зарицкий («Євгеній Онєгін (опера)»  П. Чайковського)
- Андрій Дубровський («Дубровський»  Е. Направник)

## Нагородження
- Дипломант Всесоюзного конкурсу на краще виконання творів  М. Мусоргського (1956)
- Заслужений артист Росії (1960)

## Вшанування
Бюст Яушева Іларіона Максимовича, встановлений у сквері Слави м. Саранськ.
Державному музичному театру Республіки Мордовія присвоєно ім'я видатного соліста (Саранськ, 1994).